# Васильев, Чой
Чой Васильев (Василин) (1798 — ?) — бурятский религиозный деятель, 8-й Пандидо Хамбо-лама, глава буддистов Российской империи (1872—1873).

## Биография

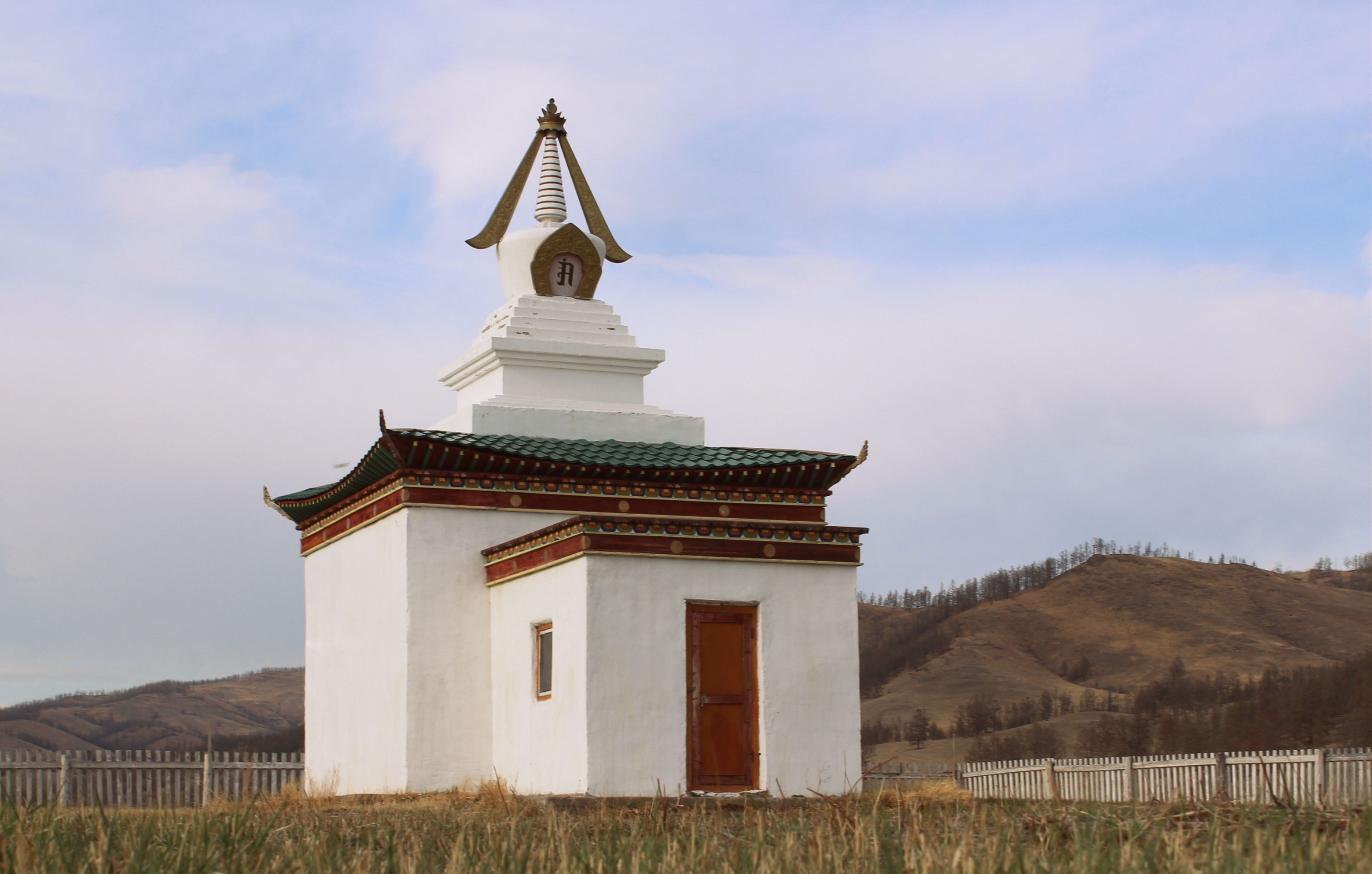
Субурган в честь VIII Пандито Хамбо-ламы Чой Василийна в окрестностях Верхнего Торея

Родился примерно в 1798 году в местности возле современного улуса Верхний Торей Джидинского района Бурятии. В 1806 году родители из рода ашебагатов отдали его на обучение в Сартуул-Булагский дацан.
В 1825 году получил степень гыцул. В 1848 году достиг степени гэлун. В 1857 году становится ширээтэ Сартуул-Булагского дацана.
23 сентября 1872 года утверждён на должность Пандито Хамбо. Стал первым Хамбо-ламой не из Тамчинского дацана. Ушел со своего поста в 1873 году.

### Фамилия
По свидетельству старожилов и историков объясняется русская фамилия Хамбо-ламы: когда Чой Башлиин прибыл в Иркутск к губернатору и был высочайшим указом возведен на престол иерарха буддистов России, при оформлении документов его имя Башлиин было записано на русский лад — Василин..

## Память
- В Бурятии проводится турнир по национальной борьбе, посвященный Пандито Хамбо ламе Чой Васильеву[4].